# Kanton Bellême
Der Kanton Bellême war von 1790 bis 2015 ein französischer Wahlkreis im Arrondissement Mortagne-au-Perche, im Département Orne und in der Region Basse-Normandie; sein Hauptort war Bellême. Der Kanton war 172,61 km² groß und hatte (1999) 5.927 Einwohner, was einer Bevölkerungsdichte von 34 Einwohnern pro km² entsprach. Er lag im Mittel auf 146 Meter über dem Meeresspiegel, zwischen 76 m in Saint-Fulgent-des-Ormes und 262 m in Saint-Ouen-de-la-Cour. 

## Gemeinden
Der Kanton bestand aus 15 Gemeinden:
| Gemeinde                      | Einwohner Jahr | Fläche km² | Bevölkerungsdichte | Code INSEE | Postleitzahl |
| ----------------------------- | -------------- | ---------- | ------------------ | ---------- | ------------ |
| Appenai-sous-Bellême          | 260 (2013)     | –          | – Einw./km²        | 61005      | 61130        |
| Bellême                       | 1.598 (2013)   | –          | – Einw./km²        | 61038      | 61130        |
| La Chapelle-Souëf             | 271 (2013)     | –          | – Einw./km²        | 61099      | 61130        |
| Chemilli                      | 204 (2013)     | –          | – Einw./km²        | 61105      | 61360        |
| Dame-Marie                    | 175 (2013)     | –          | – Einw./km²        | 61142      | 61130        |
| Le Gué-de-la-Chaîne           | 751 (2013)     | –          | – Einw./km²        | 61196      | 61130        |
| Igé                           | 667 (2013)     | –          | – Einw./km²        | 61207      | 61130        |
| Origny-le-Butin               | 99 (2013)      | –          | – Einw./km²        | 61318      | 61130        |
| Origny-le-Roux                | 274 (2013)     | –          | – Einw./km²        | 61319      | 61130        |
| Pouvrai                       | 113 (2013)     | –          | – Einw./km²        | 61336      | 61130        |
| Saint-Fulgent-des-Ormes       | 177 (2013)     | –          | – Einw./km²        | 61388      | 61130        |
| Saint-Martin-du-Vieux-Bellême | 593 (2013)     | –          | – Einw./km²        | 61426      | 61130        |
| Saint-Ouen-de-la-Cour         | 58 (2013)      | –          | – Einw./km²        | 61437      | 61130        |
| Sérigny                       | 394 (2013)     | –          | – Einw./km²        | 61471      | 61130        |
| Vaunoise                      | 105 (2013)     | –          | – Einw./km²        | 61498      | 61130        |

## Bevölkerungsentwicklung
| 1962  | 1968  | 1975  | 1982  | 1990  | 1999  | 2006  |
| ----- | ----- | ----- | ----- | ----- | ----- | ----- |
| 6.176 | 6.641 | 6.471 | 6.225 | 5.915 | 5.927 | 5.803 |